# 聖克里斯多福及尼維斯駐外機構列表

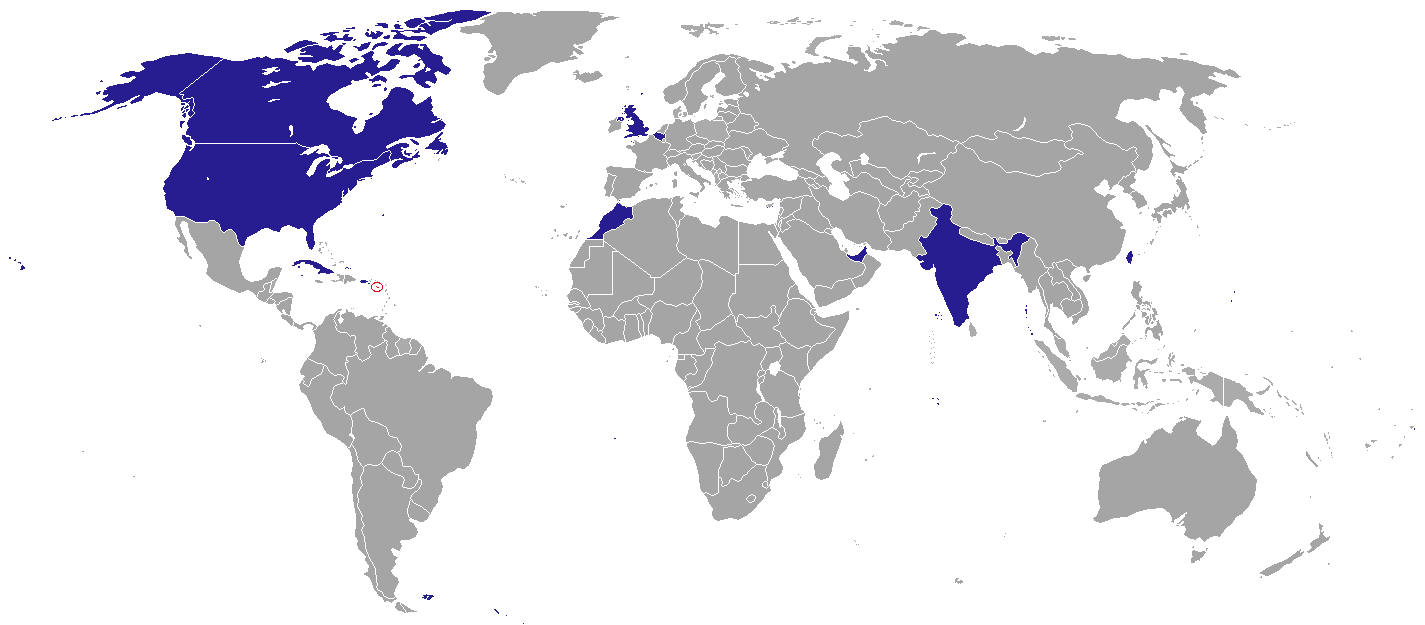
設有聖克里斯多福及尼維斯駐外機構之國家分布
聖克里斯多福及尼維斯
設有聖克里斯多福及尼維斯駐外機構之國家

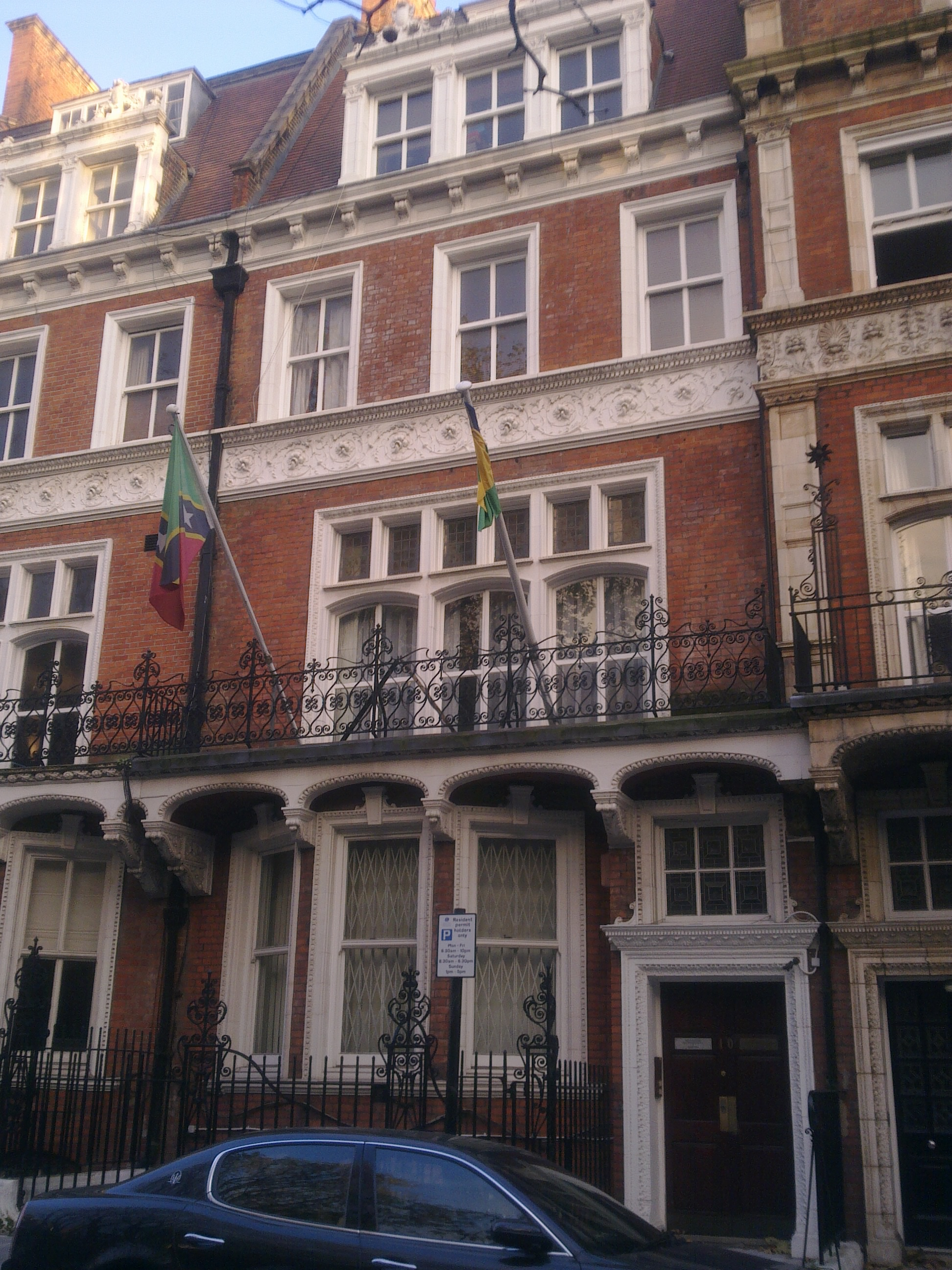
位於倫敦的高級專員公署

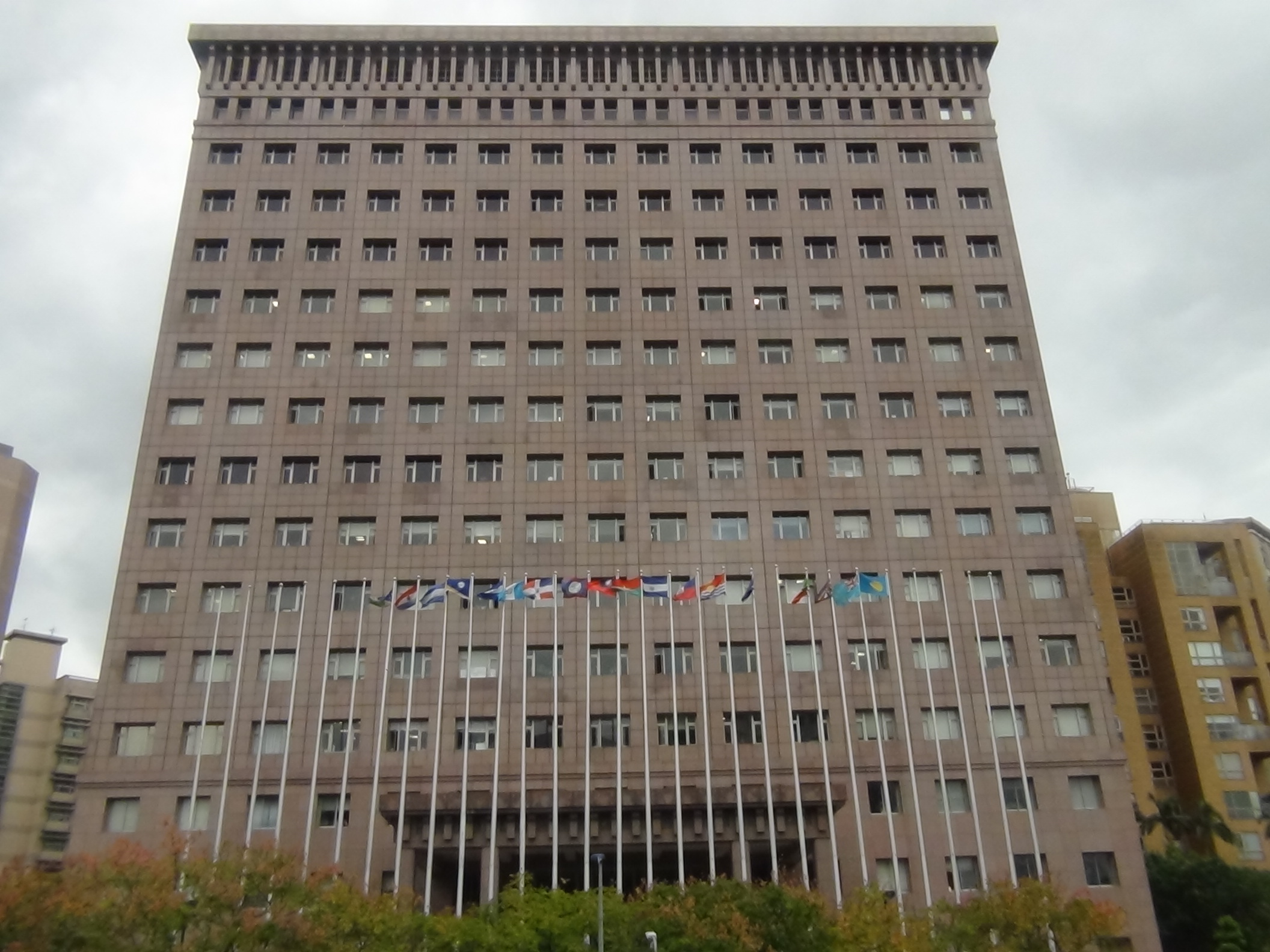
位於臺北市的使館特區，聖克里斯多福及尼維斯大使館位於其中

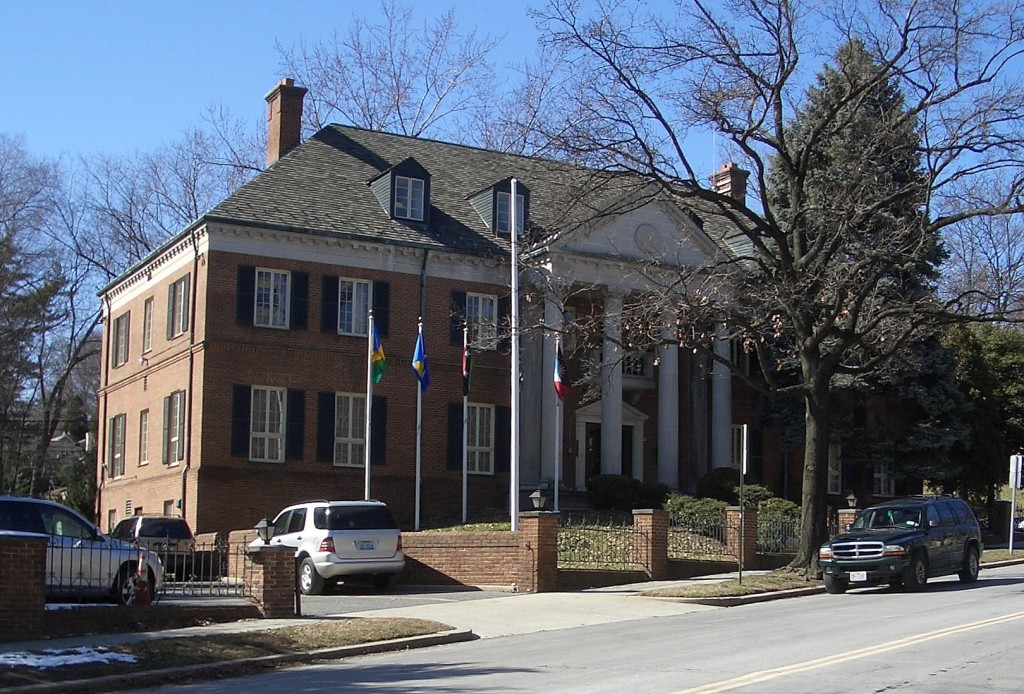
位於華盛頓特區的大使館

聖克里斯多福及尼維斯駐外機構列表列出了聖克里斯多福及尼維斯在各國的外交代表機構，包含大使館、領事館、高級專員公署、代表團等。位於加勒比地区的聖克里斯多福及尼維斯僅有少量的駐外機構，與其他東加勒比國家組織成員國共享位於布鲁塞尔的駐歐盟代表團、駐日內瓦技術代表團、以及駐摩洛哥大使館。該國承認中華民國，並於臺北市設有大使館。

## 非洲
- 摩洛哥
  - 拉巴特（大使馆）

## 美洲
- 加拿大
  - 渥太華（高級專員公署）
- 古巴
  - 哈瓦那（大使館）
- 美国
  - 华盛顿哥伦比亚特区（大使館）
  - 洛杉矶（總領事館）
  - 纽约（總領事館）

## 亞洲
- 中華民國（臺灣）
  - 臺北市（大使館）[註 1]
- 阿联酋
  - 阿布扎比（大使馆）

## 歐洲
- 比利时
  - 布鲁塞尔（大使館）
- 英国
  - 伦敦 (高級專員公署（英语：High Commission of Saint Kitts and Nevis, London）)

## 國際組織
- 欧盟
  - 布鲁塞尔（代表團）[1]
- 联合国
  - 纽约（常駐代表團）

## 脚注
1. ↑  兼轄國包含日本